# Ricard Artero Ruiz
Ricard Artero Ruiz (La Bisbal del Ampurdán, Gerona, 5 de febrero de 2003) es un futbolista español. Actualmente juega en el Girona FC de la Primera División de España.

## Trayectoria
La carrera deportiva de Ricard Artero comienza en la cantera del Girona FC, en 2021 alternaba partidos del Girona Fútbol Club "B" con partidos del primer equipo. 
El 4 de noviembre de 2021 hizo su debut sustituyendo en el minuto 73 a Nahuel Bustos, el la victoria 3-1 contra la Agrupación Deportiva Alcorcón.

## Clubes
Actualizado al último partido disputado el 9 de marzo de 2025.
| Club                      | Div.          | Temporada     | Liga  | Liga  | Copas nacionales | Copas nacionales | Copas internacionales | Copas internacionales | Total | Total |
| Club                      | Div.          | Temporada     | Part. | Goles | Part.            | Goles            | Part.                 | Goles                 | Part. | Goles |
| ------------------------- | ------------- | ------------- | ----- | ----- | ---------------- | ---------------- | --------------------- | --------------------- | ----- | ----- |
| Girona F. C. "B" · España | 3.ª F         | 2021-22       | 14    | 1     | ―                | ―                | ―                     | ―                     | 14    | 1     |
| Girona F. C. · España     | 2.ª           | 2021-22       | 12    | 0     | 4                | 1                | ―                     | ―                     | 16    | 1     |
| Girona F. C. "B" · España | 3.ª F         | 2022-23       | 12    | 0     | ―                | ―                | ―                     | ―                     | 12    | 0     |
| Girona F. C. · España     | 1.ª           | 2022-23       | 7     | 0     | 1                | 0                | ―                     | ―                     | 8     | 0     |
| Girona F. C. · España     | 1.ª           | 2023-24       | 0     | 0     | 0                | 0                | ―                     | ―                     | 0     | 0     |
| Girona F. C. · España     | Total club    | Total club    | 19    | 0     | 5                | 1                | 0                     | 0                     | 24    | 1     |
| Girona F. C. "B" · España | 3.ª F         | 2023-24       | 1     | 0     | ―                | ―                | ―                     | ―                     | 1     | 0     |
| Girona F. C. "B" · España | 3.ª F         | 2024-25       | 8     | 1     | ―                | ―                | ―                     | ―                     | 8     | 1     |
| Girona F. C. "B" · España | Total club    | Total club    | 35    | 2     | 0                | 0                | 0                     | 0                     | 35    | 2     |
| Total carrera             | Total carrera | Total carrera | 54    | 2     | 5                | 1                | 0                     | 0                     | 59    | 3     |
| 1.                        |               |               |       |       |                  |                  |                       |                       |       |       |